# 13031 Durance
13031 Durance (tên chỉ định: 1989 SN4) là một tiểu hành tinh vành đai chính. Nó được phát hiện bởi Eric Walter Elst ở Đài thiên văn La Silla ở Chile ngày 16 tháng 9 năm 1989. Nó được đặt theo tên Durance, a river of southeastern France.